# 昭披耶·扎克里 (穆)
昭披耶·扎克里 (穆)（1727年—1774年），又稱昭披耶·扎克里·西·翁卡叻，泰國阿瑜陀耶王國末期及吞武里王國時期將領。
穆是信哥拉蘇丹國（位於今日宋卡府）的君主蘇丹·端古·蘇萊曼·沙的後代，具有波斯血統。穆出生在阿瑜陀耶王國，於埃甲他在位期間在阿瑜陀耶宮廷擔任官職，取得鑾的頭銜，人稱鑾·奈沙（หลวงนายศักดิ์）。
阿瑜陀耶淪陷的時候，穆被派往東部收稅，成功從披耶·莊他武里（พระยาจันทบุรี）那裡收取稅收。後鄭昭攻打莊他武里，穆協助鄭昭驅逐了披耶·莊他武里，成為鄭昭的重要部將。後來，莊他武里成為鄭昭的重要軍事基地。因為戰功，穆在鄭昭登基成為暹羅王的時候被授予昭披耶·扎克里·西·翁卡叻（เจ้าพระยาจักรีศรีองครักษ์）的爵位，成為暹羅的權臣，監督暹羅中部及北部地區。
1769年4月，鄭昭以穆為主將，通鑾、汶瑪、披耶·碧武里為副將，領兵五千人，沿著陸路南下攻打佔據那空是貪瑪叻的帕·巴叻。因穆與副將不和，遭到帕·巴叻的突襲，大敗，披耶·碧武里被殺，穆被俘。汶瑪立即報告鄭昭，指控穆想要叛變。鄭昭沒有相信，另派昭披耶·宋加洛代之為主將，鄭昭親率水軍攻打那空是貪瑪叻，擒帕·巴叻而歸。
1771年奉命出征柬埔寨，助安農二世奪取柬埔寨王位。1774年逝世，鄭昭親自出席他的葬禮。